# Simon Debognies
Simon Debognies (ur. 16 lipca 1996 w Halle) – belgijski lekkoatleta specjalizujący się w biegach średniodystansowych i długodystansowych oraz w biegach przełajowych.
W 2015 został wicemistrzem Europy juniorów w biegu na 5000 metrów. Dwa lata później na młodzieżowym czempionacie Starego Kontynentu w Bydgoszczy wywalczył srebrny medal na tym samym dystansie.
Medalista mistrzostw Belgii.

## Osiągnięcia
| Rok  | Impreza                                   | Miejsce         | Konkurencja          | Lokata      | Wynik    |
| ---- | ----------------------------------------- | --------------- | -------------------- | ----------- | -------- |
| 2014 | Mistrzostwa Europy w biegach przełajowych | Samokow         | bieg juniorów        | 68. miejsce | 22:03    |
| 2015 | Mistrzostwa Europy juniorów               | Eskilstuna      | bieg na 5000 m       | 2. miejsce  | 14:34,67 |
| 2015 | Mistrzostwa Europy w biegach przełajowych | Hyères          | bieg juniorów        | 11. miejsce | 17:58    |
| 2016 | Mistrzostwa Europy w biegach przełajowych | Chia            | bieg młodzieżowców   | 8. miejsce  | 23:14    |
| 2017 | Młodzieżowe mistrzostwa Europy            | Bydgoszcz       | bieg na 5000 m       | 2. miejsce  | 14:14,71 |
| 2017 | Uniwersjada                               | Tajpej          | bieg na 5000 m       | 5. miejsce  | 14:05,39 |
| 2017 | Mistrzostwa Europy w biegach przełajowych | Šamorín         | bieg młodzieżowców   | 6. miejsce  | 24:47    |
| 2018 | Mistrzostwa Europy                        | Berlin          | bieg na 10 000 m     | 15. miejsce | 29:00,98 |
| 2018 | Mistrzostwa Europy w biegach przełajowych | Tilburg         | bieg młodzieżowców   | 23. miejsce | 24:41    |
| 2022 | Mistrzostwa Europy                        | Monachium       | bieg na 10 000 m     | 13. miejsce | 28:08,60 |
| 2023 | Mistrzostwa świata w biegach ulicznych    | Ryga            | półmaraton           | 31. miejsce | 1:01:48  |
| 2024 | Mistrzostwa Europy                        | Rzym            | półmaraton           | 15. miejsce | 1:02:15  |
| 2024 | Mistrzostwa Europy                        | Rzym            | półmaraton drużynowo | 5. miejsce  | 3:08:50  |
| 2025 | Mistrzostwa Europy w biegach ulicznych    | Bruksela/Leuven | półmaraton           | 6. miejsce  | 1:02:27  |
| 2025 | Mistrzostwa Europy w biegach ulicznych    | Bruksela/Leuven | półmaraton drużynowo | 4. miejsce  | 3:11:48  |

## Rekordy życiowe
- bieg na 1500 metrów – 3:41,53 (2017)
- bieg na 3000 metrów – 7:46,24 (2021)
- bieg na 5000 metrów – 13:23,58 (2021)
- bieg na 10 000 metrów – 27:57,29 (2022)